# Macroleptura regalis
Macroleptura regalis är en skalbaggsart som först beskrevs av Bates 1884.  Macroleptura regalis ingår i släktet Macroleptura och familjen långhorningar. Inga underarter finns listade i Catalogue of Life.